# Talete (singolo)
Talete è un singolo del cantautore italiano Aiello, pubblicato il 24 maggio 2024.

## Descrizione
Il brano è scritto dallo stesso cantautore con Iacopo Sinigaglia, in arte Brail, che ha anche curato la produzione con Simone Capurro, in arte Starchild. Il cantautore ha raccontato il significato del brano:

## Video musicale
Il video musicale, diretto da Byron Rosero, è stato pubblicato il 28 maggio 2024 attraverso il canale YouTube del cantautore.

## Tracce
Testi di Antonio Aiello, musiche di Antonio Aiello e Iacopo Sinigaglia.
1. Talete – 2:57